# Euluperus
Euluperus es un género de escarabajos de la familia Chrysomelidae. En 1886 Weise describió el género. Esta es la lista de especies que lo componen:
- Euluperus africanus (Laboissiere, 1920)
- Euluperus cyaneus (Joannis, 1866)
- Euluperus cyaneus Joannis, 1865
- Euluperus hermonensis Lopatin, 1997
- Euluperus major Weise, 1886
- Euluperus major Weise, 1886
- Euluperus xanthopus (Duftschmid, 1825)